# Johanna Hård
Johanna Hård, nascuda a Jungberg el 3 de desembre de 1789, morta el 12 de març de 1851 a Estocolm, fou una dona sueca acusada (però no condemnada) de pirateria.

## Infància i joventut
Johanna va créixer en una granja de lloguer benestant a Hisingen, a Göteborg. Després d'enviduar, es va traslladar a Vrångö, amb dificultats per guanyar-se la vida. Va ser posada a disposició judicial per haver navegat a Dinamarca venent teixits de contraban, violant d'aquesta manera la normativa duanera.
El 1822 es va descobrir un nen mort nascut enterrat a prop de casa seva i va ser portada a disposició judicial per infanticidi, però va ser alliberada un cop examinat el cos perquè es considerà que el nen havia nascut mort.

## Pirateria
El 1823 fou acusada de pirateria juntament amb el seu camperol Anders Andersson, tots dos residents a Vrångö, el barquer Johan Andersson Flatås de Göteborg (casat amb la seva tia), el pescador de Styrsö Christen Andersson i el seu masover Carl Börjesson. Un vaixell, el Frau Mette, de Dinamarca, havia estat trobat encallat i saquejat a Fotö (al sud d'Öckerö) amb la seva tripulació assassinada. Les pistes portaven a les persones esmentades.
Durant el judici, va sorgir que a la casa de Johanna Hård a Vrångö s'havia elaborat un pla per segrestar i saquejar una embarcació i després vendre'n el botí, és a dir, cometre pirateria. Hard va ser descrita com el cervell darrere de l'operació. Segons s'afirmava, van fer senyals al Frau Mette per atreurer-la, fent veure que necessitaven aigua i foc. El capità, el grumet i el timoner foren els primers afusellats i, si bé els dos primers moriren, el tercer fou llançat després per la borda.
Hård va negar tots els càrrecs, però el seu coacusat va declarar que, tot i que Hård no havia estat present durant l'atac al vaixell, havien planejat tot l'acte a casa seva, amb ella com a figura principal i cervell darrere de tota la trama. Hård va escriure una carta al seu pare per a que declarés en favor seu i li demant-li específicament que confirmés que el seu criat Andersson havia estat a casa seva en el moment de l'atac. Quan les autoritats van confiscar la carta i li van preguntar sobre ella, va afirmar haver-les escrit durant un atac transitori de bogeria i confusió.
Johan Andersson Flatås (que es va declarar culpable), Anders Andersson i Christen Andersson van ser condemnats a mort per pirateria i assassinat i decapitats el 1824. Carl Börjesson va ser condemnat a treballs forçats a la fortalesa de Karlsten, on va estar 29 anys. El juliol de 1853 va ser portat a la nova fortalesa d'Elfsborg, on va morir de còlera al cap d'uns mesos.
Johanna Hård va rebutjar les acusacions i es va negar a fer confessions sobre la participació en l'afer. Les proves contra Hard no van ser suficients per a la seva condemna i, per tant, va ser alliberada.

## Vida posterior
El nou destí de Johanna Hård va ser desconegut durant molt de temps. Al registre patrimonial de la mare del 1825, hi havia una nota que la situava a Estocolm, on es feu passar per vídua d'un capità de vaixell. Pel que sembla, va aconseguir ocultar el seu passat i finalment va aconseguir feina a la Royal Post Office, on obtingué una bona reputació.
El 1826, Johanna Hård vivia a la parròquia de Katarina a Höga Stigen. Després va viure a diferents adreces de Södermalm i del nucli antic i finalment va morir el 1851 a Sabbatsberg, a causa d'una probable hemorràgia cerebral, quatre mesos després d'haver-hi arribat.